# Лено-Ангарско плато
Лѐно-Анга̀рското плато (на руски: Лено-Ангарское плато) е плато в Южен Сибир, разположено в южната част на Иркутска област, Русия, между река Ангара на запад и река Киренга (десен приток на Лена) на изток. На северозапад постепенно се понижава към Ангарското възвишение, а на югоизток се повишава към Приморския хребет. Дължина от север на юг около 600 km, ширина до 380 km. Височината му постепенно се понижава от 1100 m на юг до 500 m на север (максимална 1464 m). Изградено е от камбрийски и ордовишки карбонатно-теригенни скали. Силно разчленено от долините на реките, като относителната им дълбочина е от 200 до 600 m. Върховете са плоски, бронирани с ордовишки варовици. През средата на платото, от юг на север преминава най-горното течение на река Лена, а в западната му част – горното течение на река Илим (десен приток на Ангара). Покрито е с гъста тайга от лиственица, кедър, смърч и бор. Разработват се големи находища на железни и медни руди, каменна сол, строителни материали.